# Люди добрі
Люди Добрі — український фолк-гурт, що виник влітку 2005 року у Львові як колектив вуличних музикантів.
Назва гурту походить із пісні: «Люди добрі, вибачте, що ми до вас звертаємось в такому стані, хату вода забрала, жінка вмерла, корова си втопила, допоможите, хто чим зможе...» — вона була першою в репертуарі колективу. 
Учасники колективу з різних міст. Гурт збирає та інтерпретує музику з усієї України. В основі творчості — українська традиційна музика, та оскільки учасники колективу цікавляться різними стилями музики, то ці стилі також виникають у їхній творчості (зокрема це класика, джаз, панк, реґі, клезмер). 2009 року вийшов живий альбом — Live at Lula (Наживо в Люлі), а також дебютний студійний альбом Тупотіла, тупотіла.

## Учасники
- Юрко Рафалюк (Хмельницький) — цимбали, спів
- Маркіян Турканик (Львів) — скрипка
- Володимир Бедзвін (Полтава) — віолончель
- Станіслав Кирилов (Львів) — барабан
- Сашко Марусяк (Коломия) — тромбон
- Марко Ігнатович (Торонто) — скрипка

## Колишні учасники
- Гордій Старух (Львів) — колісна ліра, вокал (2006 — 2008 рр.)

## Дискографія
- 2009 — Тупотіла, туполіла
- 2009 — Live at Lula
- 2012 — Пушни день з Гуцулки!